# 平克尼維爾
平克尼維爾（英語：Pinckneyville）是一個位於美國伊利諾伊州佩里縣的城市。根據2010年美國人口普查，該地人口為5648人，而該地的面積約為11.34平方千米。同時該地也是佩里縣的縣治。

## 地理
平克尼維爾的座標為38°04′35″N 89°22′56″W / 38.07639°N 89.38222°W，而該地的平均海拔高度為132米（即433英尺）。